# からす座VV星
からす座VV星（英語: VV Corvi)は、からす座にある近接した分光連星である。2つの恒星は、周期1.46日、軌道離心率0.088で互いの周りを回っている。2つの恒星の質量比は、0.775±0.024である。2008年、2MASSによる観測よって、約5.2度離れた位置にあるF型主系列星HR 4822が、この連星系の一員であることが判明した。